# Micro-coupure
Une micro-coupure désigne une interruption très courte de l'alimentation électrique à une charge. Une telle coupure est généralement causée par le déclenchement d'un mécanisme de protection d'un réseau électrique, instantanément suivie d'une manœuvre automatique de réalimentation des secteurs touchés par la coupure initiale.
Une micro-coupure peut aussi provenir d'un court-circuit sur un câble moyenne tension (16 kV) relié au même transformateur haute-tension (65kV) > Moyenne tension. En effet le court-circuit peut provoquer une baisse de tension sur la moyenne tension qui se répercutera sur la basse tension (230 / 400 V).
Les micro-coupures peuvent être éliminées par l'utilisation d'un mécanisme d'alimentation sans interruption.
On peut également parler de 'macro-coupure lors d'une interruption beaucoup plus longue de l'alimentation électrique. Ce terme est le plus souvent employé dans le monde informatique où les coupures réseau peuvent être tracées de manière informatique. Elles sont souvent dues à un bagotage de la ligne électrique (oscillation erratique de tension) ou du réseau.